# St. Franz Xaver (Thyrnau)

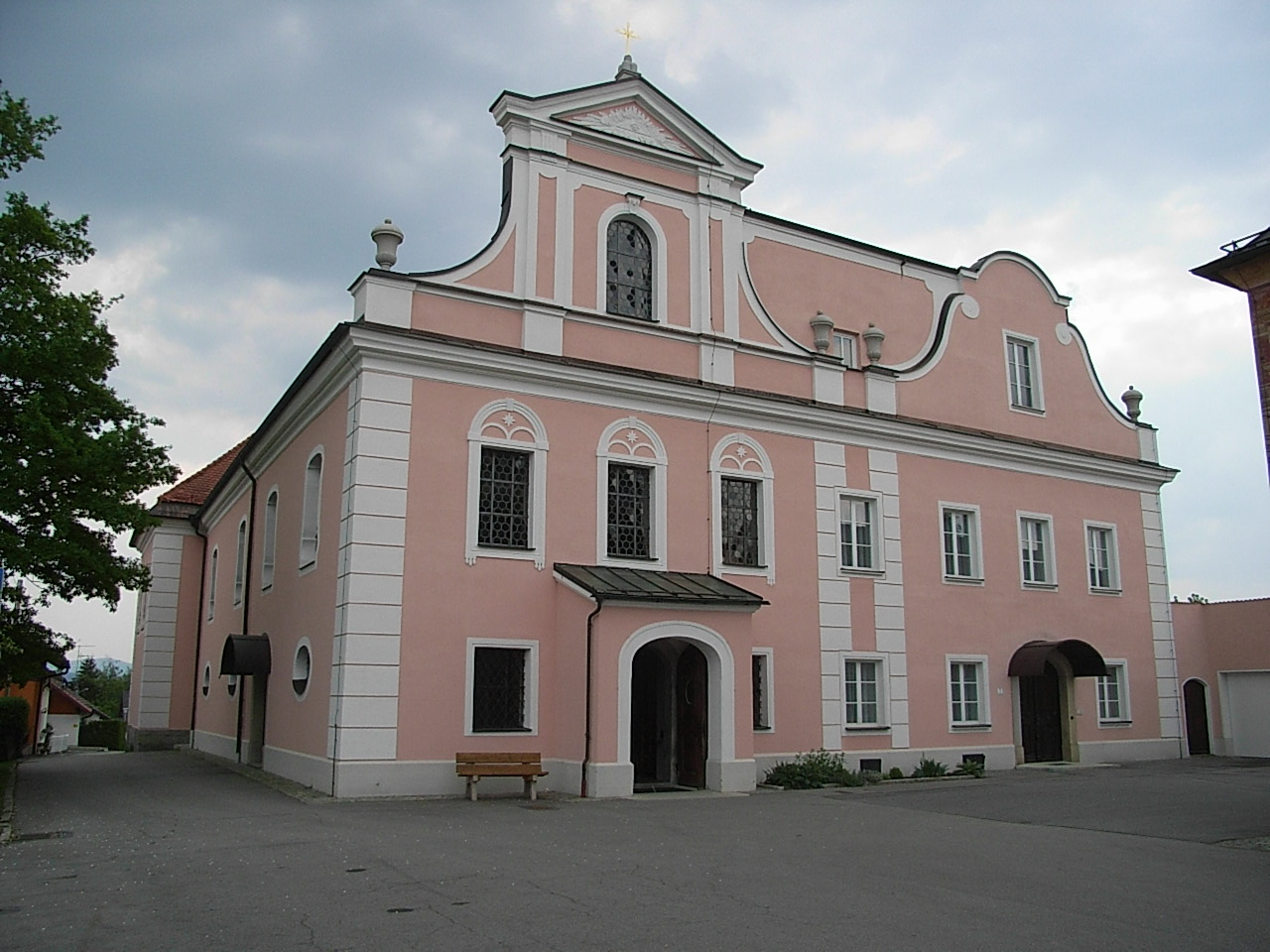
Pfarrkirche von Thyrnau

Die Pfarrkirche St. Franz Xaver ist die katholische Pfarrkirche der Pfarrei Thyrnau.
Thyrnau gehörte bis 1785 zur Pfarrei Kellberg, einem heutigen Gemeindeteil von Thyrnau. 1765 Benefizium und 1785 Pfarrvikariat, wurde es 1786 durch Fürstbischof Joseph Franz Anton von Auersperg zur Pfarrei erhoben.
Der Bau der Kirche konnte weitgehend aus dem Opferstockgeld der örtlichen Lorettokapelle finanziert werden. Baumeister war 1765 bis 1769 der Hofpalier Anton Gärtler. 1771 folgte die Kirchweihe durch Fürstbischof Leopold Ernst von Firmian. 1899 kamen Sakristei, Presbyterium und die Nischen der beiden Seitenaltäre hinzu, 1928 wurde ein weiterer Ausbau des Presbyteriums vorgenommen.
An die Kirche schließt im Süden der Pfarrhof an. Die beiden Bauten werden im Westen durch eine  doppelgiebelige Fassade zusammengefasst. Der Hochaltar aus dem Jahr 1929 trägt ein Altargemälde von Johann Georg Unruhe aus dem Jahr 1769. Es stellt den Tod des Kirchenpatrons, des heiligen Franz Xavers dar. Auch die Figuren des Altarraums stammen aus der Erbauungszeit der Kirche.
Die beiden Seitenaltäre wurden im 19. Jahrhundert aus einer anderen Kirche hierhergebracht. Der südliche Seitenaltar aus dem 17. Jahrhundert trägt ein Bild mit dem Tod des heiligen Josef. Der nördliche Seitenaltar entstand zu Beginn des 18. Jahrhunderts und zeigt das Martyrium der heiligen Katharina. Der Altar wird von zwei spätgotischen Heiligenfiguren flankiert. Die Kanzel und der Taufstein sind Schöpfungen des Rokoko.
Das große Kreuz an der Südseite aus der Spätrenaissance stammt vom ehemaligen Franziskanerkloster Passau. Das bedeutendste Kunstwerk in der Kirche aber ist „die Thyrnauerin“, eine steinerne Marienfigur mit dem Jesusknaben. Sie ist ein im 15. Jahrhundert geschaffenes Werk von Niclas Gerhaert van Leyden oder eines anderen der Donauschule zuzurechnenden Künstlers. Die Statue stand ursprünglich in der Christophoruskirche und kam 1928 in die Pfarrkirche.